# Petting

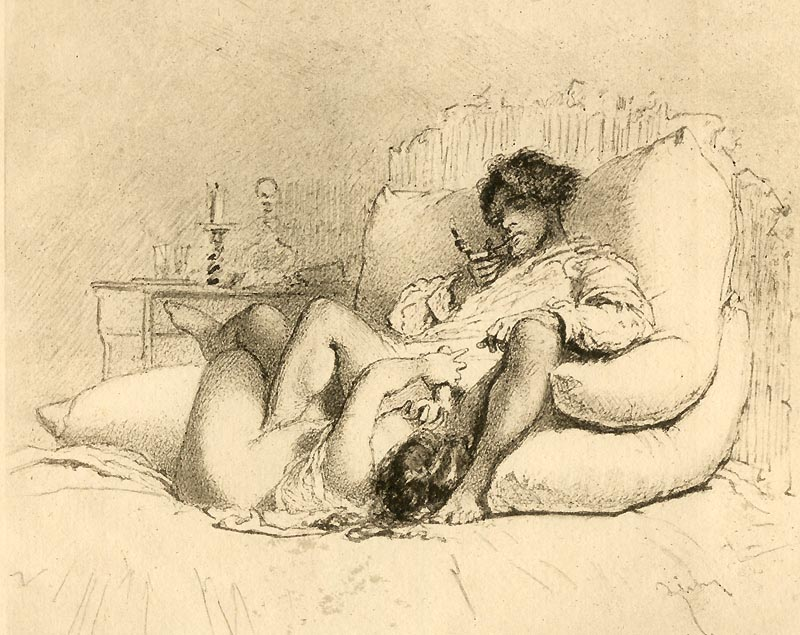
Zichy Mihály: Szeretkezés (1911)

A petting angol szó jelentése szeretgetés, becézgetés, simogatás. Tágabb értelmezésben szexuális beteljesülés előidézése szerelmi játékokkal, önkielégítéssel közösülés nélkül. A pettingnek az intim szexuális kapcsolatteremtésben van nagy jelentősége. Eleinte különösen az USA ifjúsága körében tett szert nagy népszerűségre, de az utóbbi évtizedekben egész Európában is, ahol társadalmilag elismertté vált.[forrás?] A szexualitásnak egészen az orgazmusig fokozható formája.

## Korosztályok
Alfred Kinsey szerint: A petting többek között az Amerikai Egyesült Államokban főleg a középiskolai vagy ennél magasabb végzettségű ifjúság szexuális tevékenysége. Legelterjedtebb a 18. és a 21. életév között. A pettingelés gyakoriságának maximumát a 21 és a 25 éves kor között éri el. A petting az utóbbi 50 évben gyakoribbá vált. Az amerikai ifjúság kb. egynegyede-fele élvez orgazmust a házasságkötés előtt.
Ennél a szextevékenységnél a közösülésen kívül mindent szabad csinálni. Egyrészt a szüzességet meg kell őrizni, másrészt ki kell elégíteni a szexuális igényt. A nők aktív részvétele az élet minden területén nagyobb mozgási szabadságot biztosít számukra. A nemi életben pedig megszünteti a gátlásokat.
A szüzesség házasságig való megtartásának régebbi kényszere arra késztette a lányokat, hogy a szexualitást élménypótló cselekedetekkel érjék el. Minden megengedett volt, kivéve a merev hímvessző bevezetése a hüvelybe. Így a kéjérzés részingerekre és speciális ingerekre összpontosul (előjáték, klitorisz ingerlése). A nem házasságban élő fiatalok órákig tartó izgató játékaik révén orgazmust, a férfiak magömlést érnek el.

## Formái, variációi
A szex közvetlen célja az örömszerzés. Az emberi testnek nincsen olyan része, amelyet ki lehetne zárni az örömszerzés lehetőségéből.

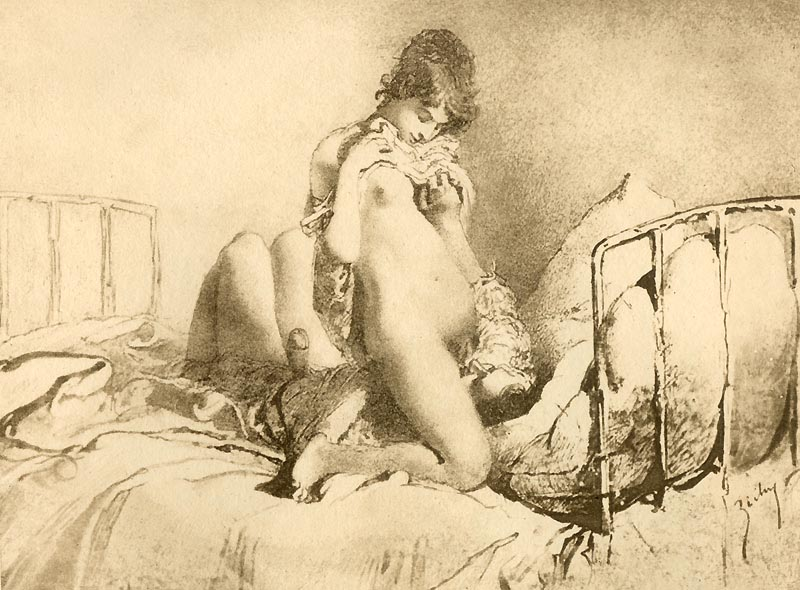
Zichy Mihály: Szeretkezés (1911)

Természetesen ezen pózok higiéniai előírásokat követelnek meg. Feltétlenül gondoskodni kell mind a női, mind pedig a férfi nemi szervek és a száj tisztaságáról. Szájjal való ingerléssel is eljuthat bármely fél a kielégüléshez. A férfi a nő nemi szervét éppúgy megcsókolhatja, mint testének bármely részét. Fontos, hogy ne mindjárt ezzel kezdje, hanem a perifériás ingerlés szabályait kövesse. Kezdje a test különböző részeinek, a nyak, a mell, a has, a csípő, a comb belső és külső felének csókolásával. A szeméremdomb, a nagy- és kisajak csókolása után a csikló a legérzékenyebb és legfontosabb cél, mert ez a nők orgazmusért felelős szerve.  A nagy- és a kisajkakat a kéz ujjaival kissé széthúzva jól kiemelkedik a csikló. A nyelvvel való enyhe dörzsölés kéjérzést vált ki. Ha az ingerlés folyamatos, a nő eljut az orgazmusig.
Vásztjájana a Kámaszútra második részének (Szerelmi gyönyör) 9. fejezetében a férfi nemi szervének ingerlésére nyolcféle variációt ír le.
- Amikor a nő a férfi péniszét kezébe fogva ajkai közé illeszti és szájával dörzsölgeti; ez az „egyszerű közösülés”,
- a nő a pénisz végét virágkehely módjára összehajlított ujjaival fogja, ajkával esetleg fogaival is végigharapdálja annak oldalait, ez az „oldalharapás”,
- A nő összeszorított ajkával a pénisz végét összenyomja s úgy csókolja, mintha húzni akarná: ez a „külső szorítás”,
- A férfi péniszét még mélyebbre viszi a szájába és ajkával összeszorítja, majd ismét kibocsátja, ez a „belső szorítás”,
- A nő a péniszt a kezében tartva, s úgy csókolja, mint az alsó ajkát szokták, közben a másik kezével a férfi heréit simogatja: ez a „csók”,
- Miután megcsókolta, végig simogatja nyelvével a péniszt, de különösen a végén: ez a „simogatás,”
- Ha a hímvesszőt félig a szájába véve erősen csókolja és szívja annak „mangószívás” a neve,
- s végül ha a péniszt a tövéig a szájába veszi és közben úgy szorítja, mintha el akarná nyelni. Ezt elnyelésnek nevezzük (mélytorok).”

A nemi szerveket nemcsak külön-külön lehet csókolni, hanem egyszerre is. Ha a nő és a férfi ellentétes irányban fekszenek, azaz az egyiknek a feje a másik lába felé néz és így végzik a „szájközösülést” (french kiss) ezt nálunk franciázásnak vagy francia csóknak hívjuk. Mindketten úgy helyezkednek el, hogy kényelmesen elérjék a szájukkal egymás nemi szervét. Az ingerlés kölcsönös és egyidejű, azaz a partnerek egymásnak, egyszerre szereznek örömöt. A szerelmi játék ezen változata feloldja a sablonos, hétköznapi menetrendszerű szeretkezéseket, színesíti a szerelmi életet. A franciázást természetesen nem erőszakolhatjuk rá a partnerünkre. Ha az egyik fél megteszi, nem kell feltétlenül viszonzást várnia.

### Frottage
Frottage-nak nevezzük azt a szexuális tevékenységet, amelynél a nemi szervet a partner valamely testrészéhez dörzsölésével ingerlik. Végezhető ruhán keresztül és ruha nélkül is, előjátékként vagy akár a vaginális, anális és orális szexnél jóval biztonságosabban az orgazmus eléréséig is. Fiataloknál gyakran előfordul ez a tevékenység, a szexuális fejlődésük egyik szakaszában, mielőtt a mélyebb szexuális kapcsolatra igényük lesz.
A nemi szervek egymáshoz dörzsölését angolul genital-genital rubbingnak vagy GG rubbingnak hívják. Frotnak, vagy egyes helyeken Tekós kézfogásnak nevezzük azt a férfiak közti szexuális kapcsolatban előforduló esetet, amelyben a péniszt a partner péniszéhez dörzsölésével ingerlik. Ha egy férfi a partnere combjai közé dörzsöli a péniszét, azt interfemorális szexnek nevezzük. Ez is biztonságosabb a vaginális szexnél, azonban ez se nyújt biztos védelmet.

## Szerepe a házasságban
Ezek az izgató játékok az USA-ban a magasabb társadalmi rétegek körében házaspároknál is szokásos tevékenységnek számítanak. Ezzel kívánják a házasságot tartósabbá tenni. A szexuális kapcsolatok létesítésében a pettingnek kétségtelenül van jelentősége. Megismerik a tapintással való ingerlést, megértik a jelentőségét, így a házasságban kevesebb gátlást kell leküzdeniük. Ennek ellenére a petting nem mérvadó a házasság későbbi boldogsága érdekében.

## Csoportosításuk

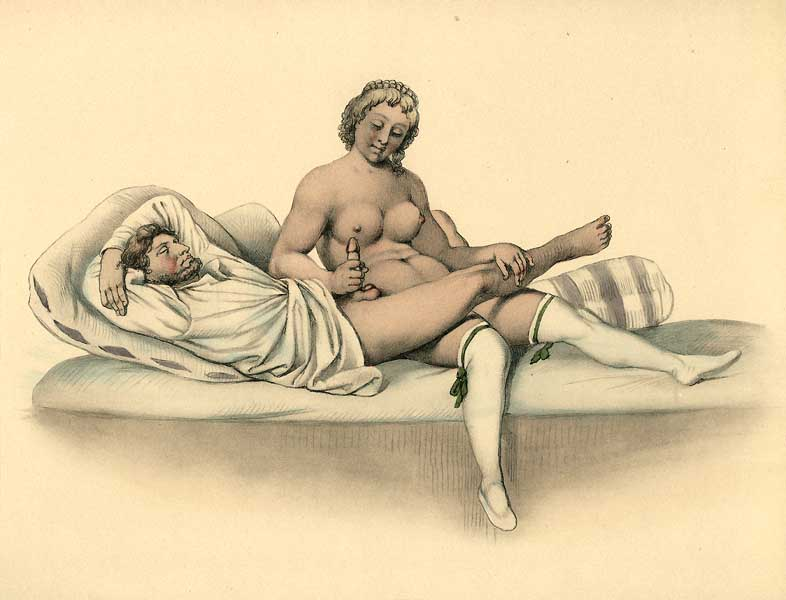
Johann Nepomuk Geiger: Erotikus vízfestmény

Az amerikai ifjúság megkülönbözteti a neckinget és pettinget. Más csoportosításuk is lehetséges.
Petting technikák lehetnek:
- egyszerű csók,
- mély csók (lélekcsók, nyelves csók, francia csók),
- a mell ingerlése,
- orális kontaktus a mellel,
- a női és a férfi nemi szervek kézzel való ingerlése,
- orális kontaktus a férfi és a női nemi szervvel,
- kölcsönös kontaktus a genitáliákkal közösülés nélkül.